# 사랑의 소용돌이
사랑의 소용돌이(일본어: 愛の渦 あいのうず[*])는 2014년에 공개된 일본의 로맨스 영화이다.

## 출연

### 주연
- 이케마츠 소스케
- 카도와키 무기
- 아라이 히로후미
- 미츠야 요코

### 조연
- 타키토 켄이치
- 나카무라 에리코
- 코마키네 류스케
- 아카자와 묵쿠
- 에모토 토키오
- 쿠보즈카 요스케
- 다나카 테츠시